# Nicola Ciotti
Nicola Ciotti (* 5. Oktober 1976 in Rimini) ist ein italienischer Hochspringer.
Bei den Leichtathletik-Weltmeisterschaften 2003 in Paris/Saint-Denis und den Olympischen Spielen 2004 in Athen schied er in der Qualifikation aus. Bei den Weltmeisterschaften 2005 in Helsinki wurde er Fünfter, bei den Leichtathletik-Europameisterschaften 2006 in Göteborg Sechster, und bei den Weltmeisterschaften 2007 in Osaka kam er über die Qualifikation nicht hinaus. Seine Bestleistung ist 2,31 m, erzielt 2001 am 21. Januar in Hustopeče und am 11. Februar in Novi Sad jeweils in der Halle. Im Freien erreichte er 2,30 m in den Jahren 2003 (20. Juli in Viersen), 2004 (8. Juni in Neapel) und 2005 (17. Juni in Florenz).
Nicola Ciotti ist 1,88 m groß und wiegt 78 kg. Er wuchs in Riccione auf und startet für das Sportteam der Carabinieri in Bologna. Sein Zwillingsbruder Giulio Ciotti ist ebenfalls als Hochspringer erfolgreich.